# Albéric III de Tusculum
Albéric III (né à Rome vers 980 et décédé en 1044), comte de Tusculum en 1024, est le fils de Grégoire de Tusculum et le père du pape Benoît IX, dont il obtint l'élection, à l'âge de dix-huit ans, en corrompant le clergé. Il s'assura qu'un autre de ses fils ait le gouvernement civil de Rome.
Il demeurait au Palais Colonna en 1013. En tant que « consul et duc des Romains » (consul, dux et patricius Romanorum), il avait les pouvoirs d'un préfet de Rome, et il lui échut un poste à la Curie romaine en tant que comes sacri palatii Lateranensis (Comte du Palais du Latran).
Pendant le pontificat de son frère Jean XIX, il devint sénateur mais dut abandonner sa charge, ne gardant que la dignité consulaire, afin d'éviter des conflits avec l'Empereur Henri II. Il n'apparaît plus dans aucune source après 1033, lorsqu'il dut laisser sa charge de comte à Benoît IX.
Il eut cinq fils de sa femme Ermelina, tous titrés Comtes de Tusculum :
- Grégoire II ;
- Benoît IX ;
- Pierre, consul, dux et senator Romanorum ;
- Octave ;
- Guy.